# Aurora Flight Sciences
Aurora Flight Sciences es una filial estadounidense de investigación en aviación y aeronáutica de Boeing que se especializa principalmente en el diseño y construcción de vehículos aéreos no tripulados para fines especiales. La empresa Aurora se creó hace más de 20 años, Boeing la compró en 2017 y su sede se encuentra en el Aeropuerto Regional de Manassas, Virginia.

## Galería

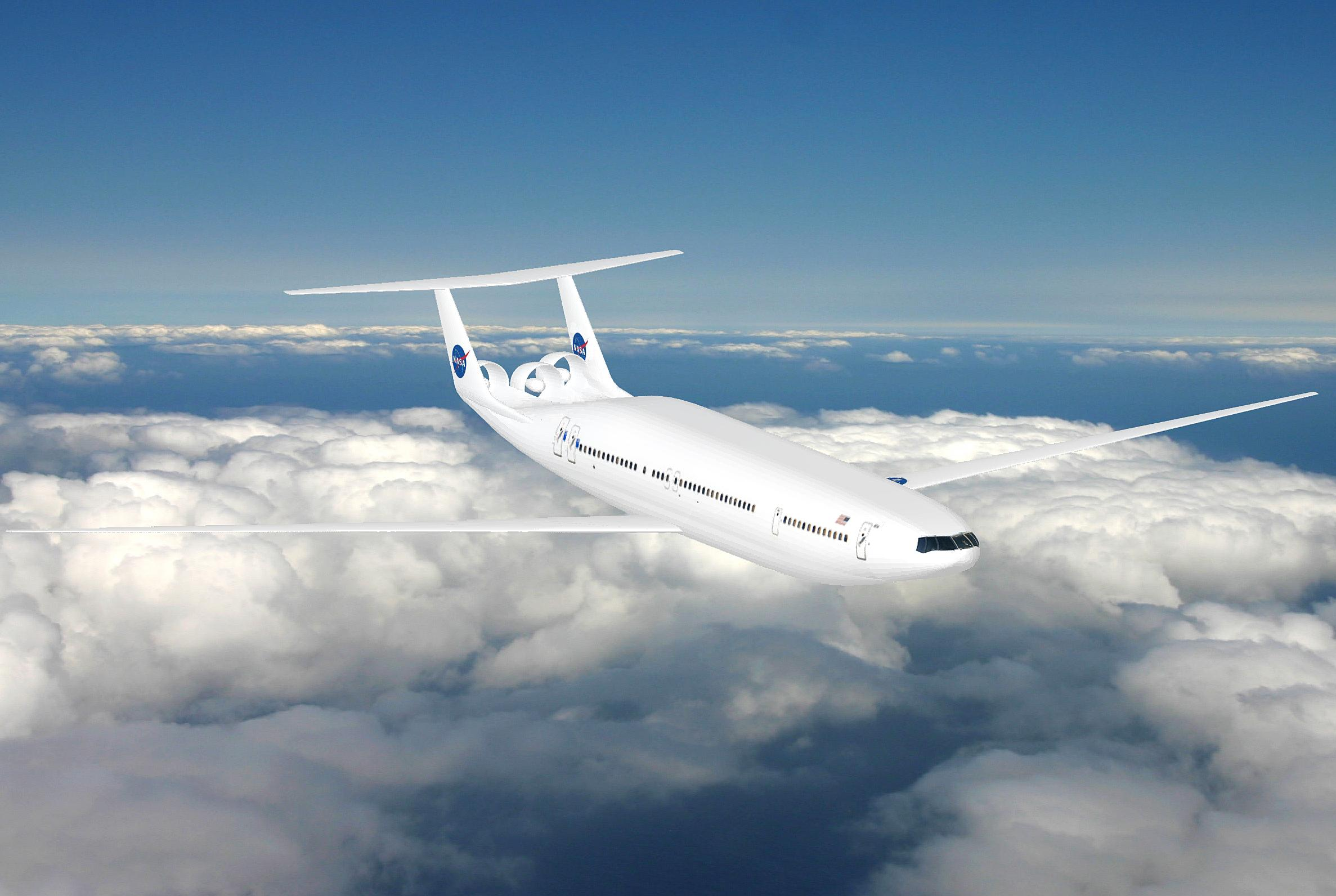
Aurora D8
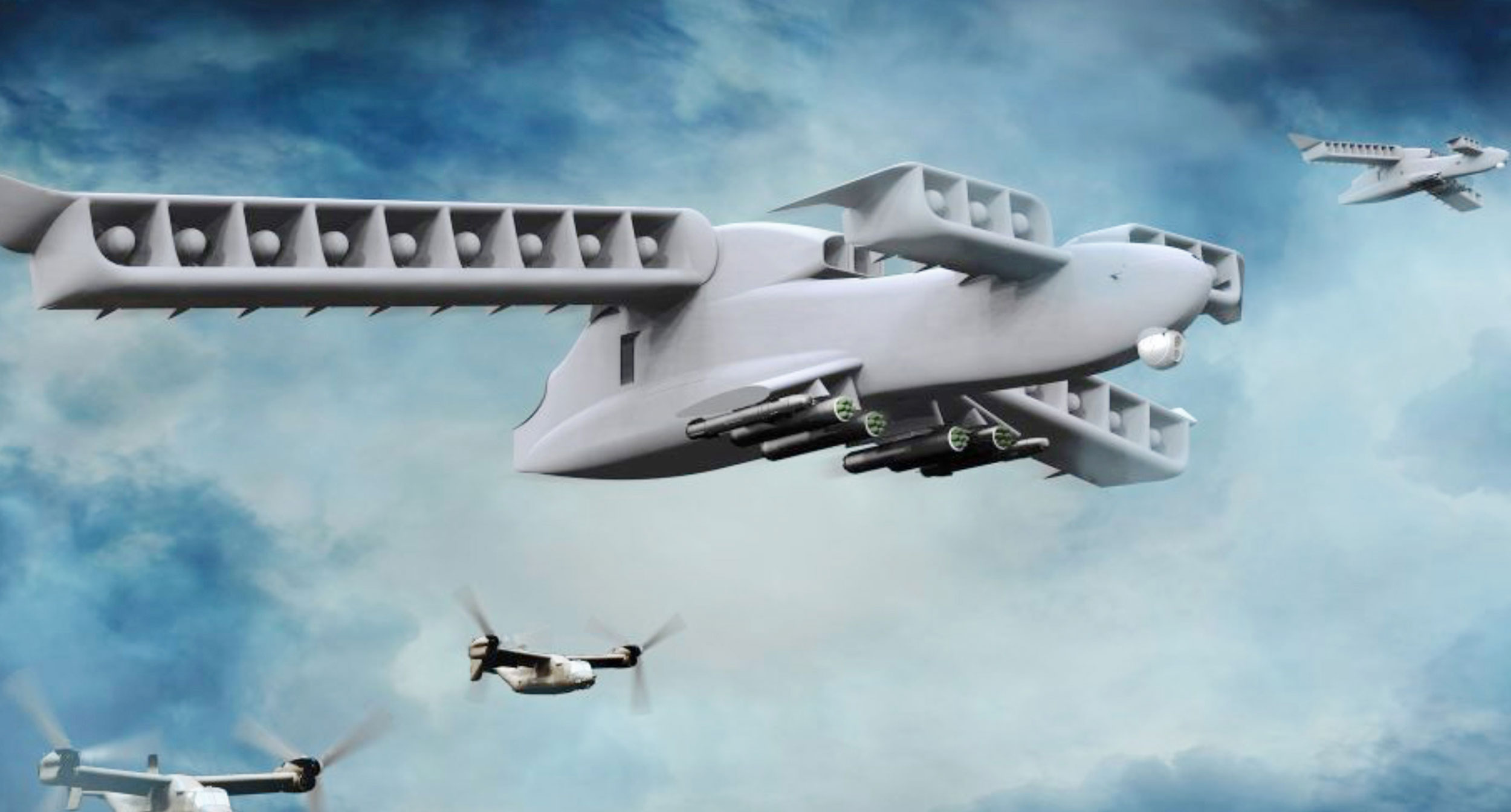
Aurora LightningStrike VTOL X-Plane
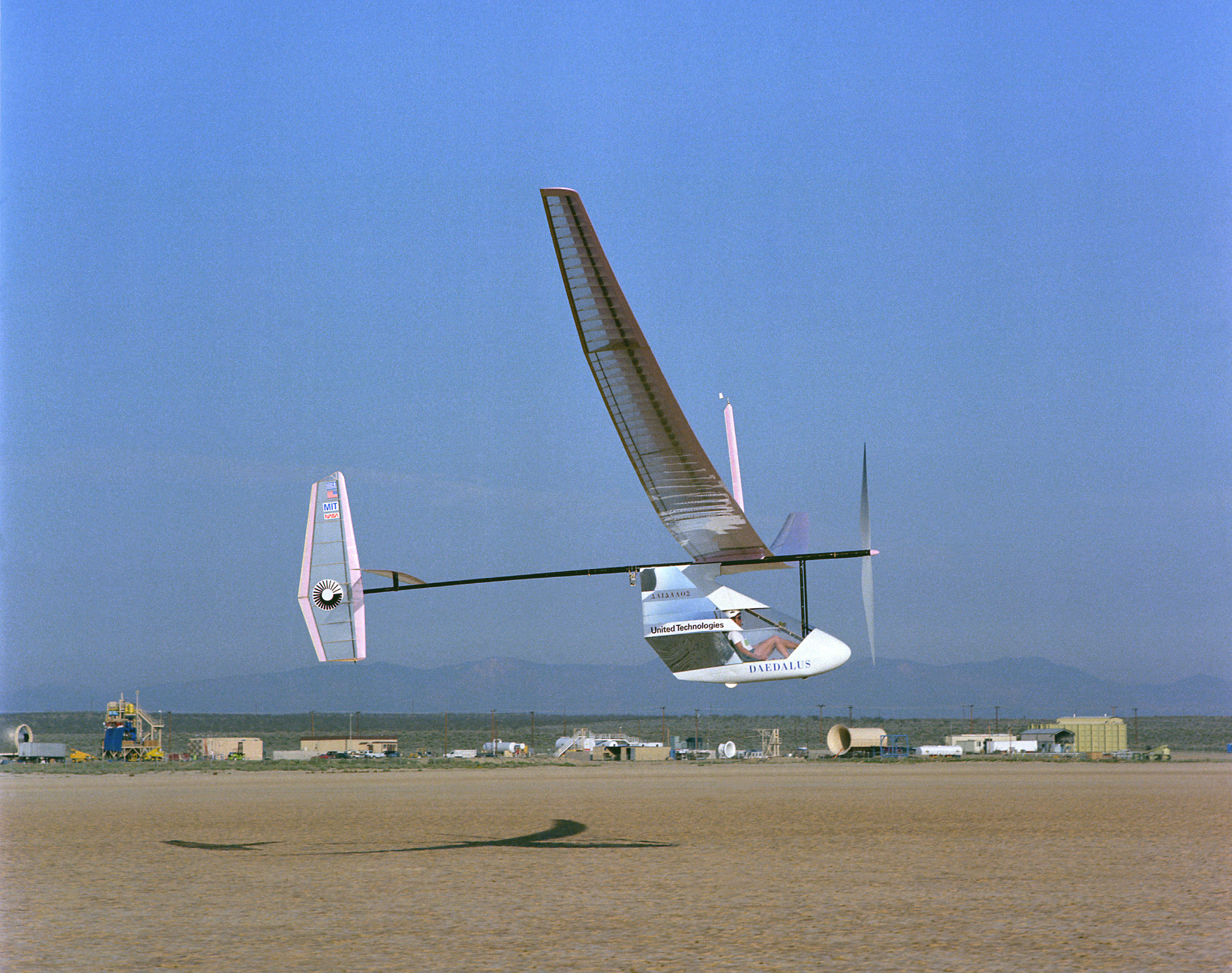
MIT Daedalus
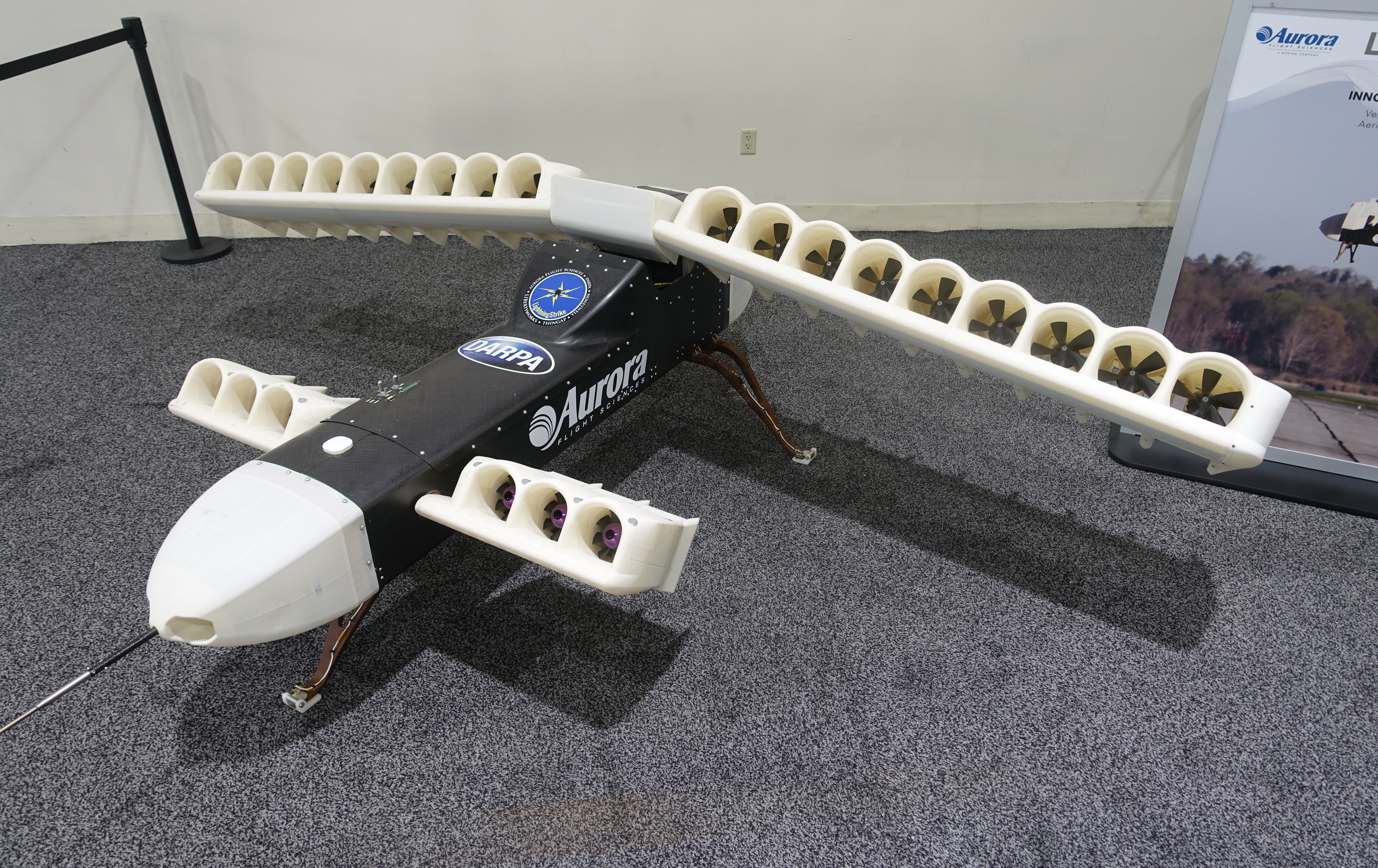
Aurora XV-24 LightningStrike